# Со-Ки
Тип 95 Со-Ки — японский бронетранспортер — бронедрезина середины 1930-х годов, иногда называемая бронеавтомобилем. Производилась серийно с 1936 года. Имел и гусеничный и рельсовый движители.

## История создания
Обширная экспансия на Дальнем Востоке и в Сибири, планируемая правящими кругами Японской империи, требовала образования мобильных армейских соединений, вооружённых мобильными бронетранспортными средствами — бронедрезинами, радиус действия которых, однако, ограничивался железными дорогами.
Было выдвинуто требование создания бронеавтомобиля, имевшего способность передвижения как по железным, так и по шоссейным и грунтовым дорогам.
Тогда был представлен гусеничный бронетранспортер-бронедрезина Тип 2595, названный «Со-Ки», с гусеничным и рельсовым движителями.

## Описание конструкции

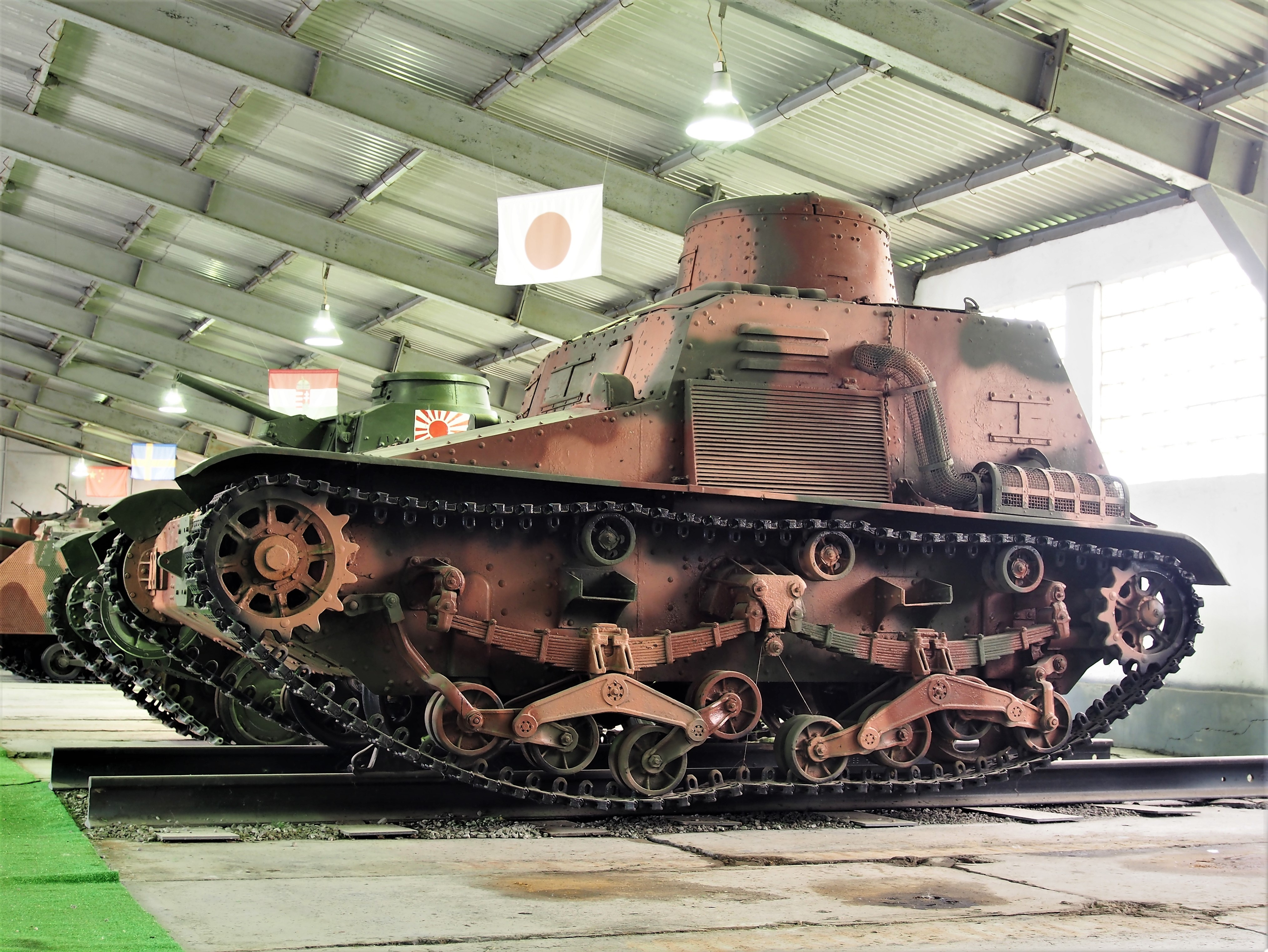
На фото хорошо видна ходовая часть. Бронетанковый музей в Кубинке

Ходовая часть (железнодорожный движитель) включала железнодорожное шасси с литыми колёсами, применительно к гусеничному движителю — 8 нижних опорных катка, сблокированные в тележки по два катка; 2 поддерживающих ролика с каждого борта. Ведущее колесо было расположено спереди.
Бронетранспортер переходил на рельсы и сходил с них при помощи домкратов, причём смена движителя на рельсовый занимала 3 минуты, а на гусеничный — 1 минуту, что являлось приемлемым показателем.
Бронелисты машины скреплялись болтами и заклёпками. Моторное и трансмиссионное отделение спереди.
В Со-Ки размещался 7,7-миллиметровый пулемёт тип 91, вариант ручного пулемёта тип 11 для бронетехники, имел сошки и приклад и использовался и японской пехотой как ручной, иногда в статьях о Со-Ки указывается пулемёт переносной легкий, по российской классификации — ручной.
Бронедрезина могла буксировать за собой тележку, которая чаще использовалась для перевозки снаряжения.

## Испытания и эксплуатация

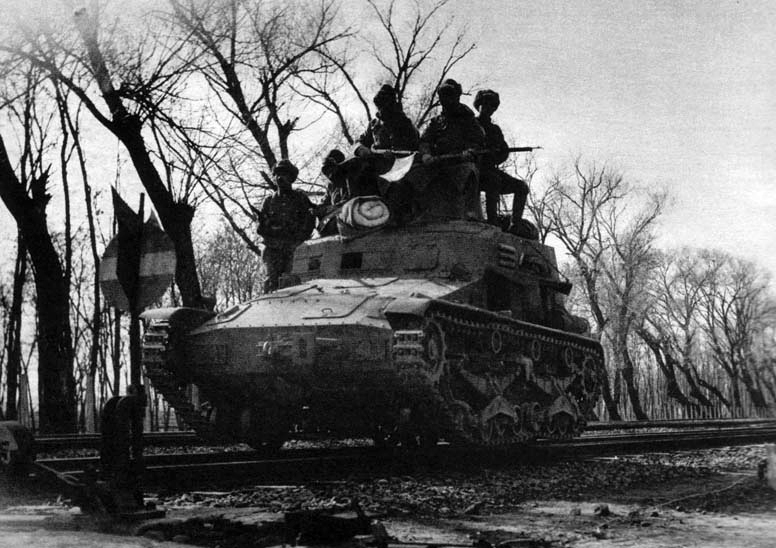
Бронедрезина с экипажем

Испытания проходили в 1935 году, где Тип 2595 показал хорошие результаты. Бронетранспортер-дрезина был принят на вооружение и началось серийное производство. Машины использовались для патрулирования, охраны коммуникаций, перевозки снаряжения и поддержки пехоты.
С 1939 по 1943 год выпущено 96 машин.
Несколько машин были захвачены союзниками, и, впоследствии, утилизированы.

## Где можно увидеть
До наших дней сохранилось не менее двух экземпляров средней бронедрезины Тип 2595. 
- В экспозиции Парка "Патриот", Кубинка, Московская область. Серийный номер 98.
- В экспозиции Военного музея китайской народной революции, Пекин.